# Husain Suhail Humaid Abdulla Al-Abri
Husain Suhail Humaid Abdulla Al-Abri (* 30. November 1978) ist ein ehemaliger Fußballspieler aus den Vereinigten Arabischen Emiraten. Er kam auf der Position eines Stürmers zum Einsatz.

## Vereinskarriere
Husain Suhail Humaid Abdulla Al-Abri wurde am 30. November 1978 geboren. Zumindest ab der Saison 1998/99 trat er für den Erstligisten al-Jazira Club in Erscheinung. Am Ende dieser Spielzeit rangierte er mit der Mannschaft auf dem sechsten Tabellenplatz und hatte selbst sieben Treffer beigesteuert. In der nachfolgenden Spielzeit rangierte das Team im Endklassement auf dem fünften Platz; Al-Abri hatte vier Tore für die Mannschaft aus Abu Dhabi erzielt. Die Saison 2000/01 schloss al-Jazira mit 38 erreichten Punkten auf dem dritten Tabellenplatz ab; Al-Abri kam achtmal zum Torerfolg und bildete unter anderem mit Joël Tiéhi (13 Treffer) ein offensiv gefährliches Duo.
Ebenso viele Punkte wie in der vorangegangenen Saison brachte die Spielzeit 2001/02, in der es das Team allerdings bis auf den zweiten Tabellenplatz brachte. Der Stürmer erzielte dabei fünf Tore. Auch in den nachfolgenden Spielzeiten sank die Trefferquote Al-Abris zunehmend. 2002/03 noch drei Treffer auf dem Konto, erzielte er 2003/04 lediglich ein einziges Ligator für seine Mannschaft, die nach einem sechsten Platz 2002/03 in der darauffolgenden Saison den fünften Platz erreichte. Nachdem er in der in zwei Gruppen aufgeteilten Saison 2003/04 nur in sechs Partien zum Einsatz gekommen war, war er ab 2004/05 wieder eine vermehrt eingesetzte Stammkraft. Nachdem er es in diesem Jahr auf 19 Meisterschaftseinsätze, sowie vier Tore gebracht hatte, setzte ihn der Trainer 2005/06 in ebenso vielen Partien ein; diesmal kam er nur zweimal zum Torerfolg.
2006/07 erreichte al-Jazira Club zum dritten Mal in Folge den dritten Platz im Endklassement. Al-Abri war bei 17 von 22 möglich gewesenen Ligapartien im Einsatz und kam noch einmal auf fünf Treffer. Danach stellten sich seine Einsatzzahlen weitgehend ein; als Vizemeister 2007/08 kam er lediglich in fünf Meisterschaftsspielen zum Einsatz und blieb ohne Torerfolg. Ein der Torgaranten des Teams war zu dieser Zeit Antonin Koutouan, der mit zwölf Treffern in dieser Saison mannschaftsinterner Torschützenkönig wurde. In weiterer Folge wechselte Al-Abri 2008/09 zum Ligakonkurrenten al-Dhafra aus Madinat Zayed bei Abu Dhabi. Dort kam er anfangs unter Mohammad Kwid und später unter Eid Baroud noch einmal in 15 Meisterschaftsspielen zum Einsatz, erzielte fünf Treffer und rangierte im Endklassement mit dem Team auf dem achten Tabellenrang. Unter Laurent Banide kam er 2009/10 noch in vier Meisterschaftsspielen für al-Dhafra zum Einsatz und erreichte mit dem Team in der Schlusstabellen den neunten Platz; danach sind keine weiteren Einsätze Al-Abris mehr bekannt.

## Nationalmannschaftskarriere
Im Jahre 2000 wurde Husain Suhail Humaid Abdulla Al-Abri unter dem damaligen Interimstrainer Abdullah Mesfer bzw. dessen Nachfolger Henri Michel in zwei Länderspielen in der Fußballnationalmannschaft der Vereinigten Arabischen Emirate eingesetzt. Über weitere Länderspieleinsätze ist nichts bekannt.